# 배희한
배희한(裵喜漢, 1907년 6월 19일~1997년 11월 5일)은 한옥을 짓던 대목장(大木匠)이다. 돈암장을 지었다. 1982년 중요무형문화재 제74호 대목장의 기능보유자로 지정되었다.

## 생애
1907년 6월 10일 서울에서 태어났다. 호적에는 1909년 생으로 올렸다고 한다. 집안 형편은 여유로웠으나 목수일이 좋아 17세이던 1923년 선린상고를 중도에 그만두고 일본인목수 오다 밑에서 견습 생활을 시작하였다. 학업을 그만 두기 전인 1921년 이미 조선총독부 철도국 목수로서 일을 시작했다. 18살 때 대조전 해체 현장에서 궁궐 대목수였던 최원식으로부터 전통 목수 수업을 받았다. 이후 삼청동의 민영휘 집 사랑채를 짓는 등 고관대작들의 집을 많이 지었다. 1939년 31살 때 내시였던 송성진의 집인 돈암장을 지었다.
해방 후인 1959년 경복궁의 하향정과 향원정을 수리했고 이후 많은 사찰 건물들을 지었다. 1980년 12월 국립민속박물관에서 열린 《목공특별연장전》을 통해 전통 목공 장인으로 인정받았고 1982년 무형문화재 기능모유인이 되었다. 1997년 11월 5일 노환으로 사망하였다.
배희한은 그의 스승이나 선배 대목장과 달리 투전도 하지 않았고 술도 마시지 않았지만 그리 큰 돈을 벌지 못했다. 스스로는 "죽은 나무 깍아 먹고 사는 사람에게 원래 돈이 들어오지 않는다"고 말하였다.:182

## 작품
배희한은 조선 왕실의 마지막 대령목수였던 최원식의 문하였기 때문에 흔히 "마지막 조선 목수"라고 부른다. 화가 김병종은 배희한의 건축에 대해 소박하지만 단단하고 빈틈없다고 평가한다.:177 그가 지은 한옥으로는 다음과 같은 것들이 있다.
- 1927년 김익배 형제 가옥
- 1935년 김재은 가옥
- 1936년 노유성 별장
- 1939년 돈암장(송성진 가옥)
- 1940년 최기태 가옥
- 1942년 최창학 가옥
- 1966년 경기도 과천 염불암
- 1967년 서울 성북동 오래사
- 1969년 봉천동 구암사
- 1974년 해군사관학교 호국사
- 1976년 서세옥 가옥

## 제자
제자로 1997년 대목장 기능보유자로 지정된 고택영이 있다.